# Dacus andriae
Dacus andriae är en tvåvingeart som först beskrevs av Munro 1984.  Dacus andriae ingår i släktet Dacus och familjen borrflugor.
Artens utbredningsområde är Madagaskar. Inga underarter finns listade i Catalogue of Life.